# Estética cuántica
La estética cuántica es una corriente inaugurada por Gregorio Morales en 1998.

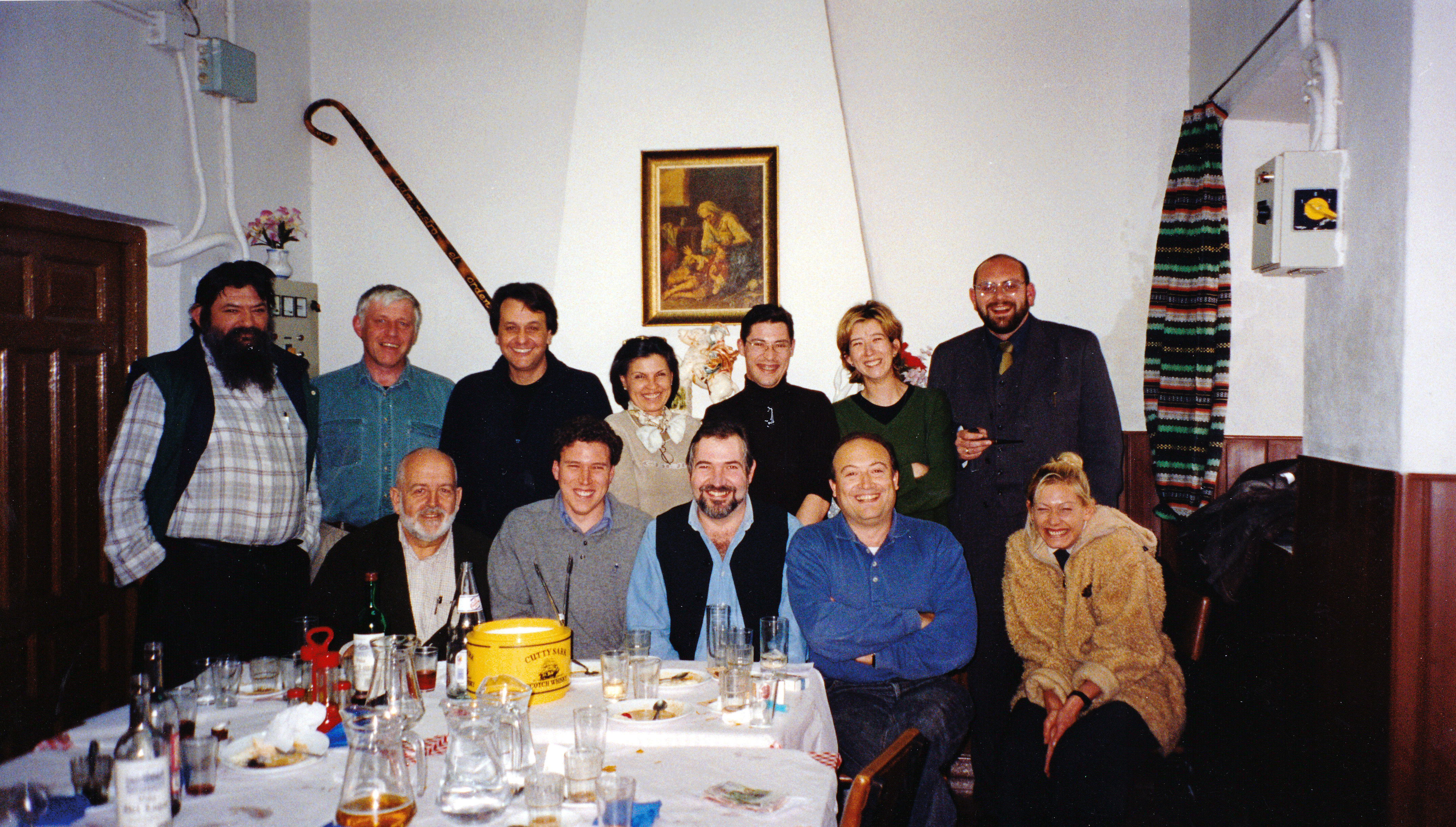
El Grupo de Estética Cuántica el día de la firma de su manifiesto en febrero de 1999. De izda. a dcha., arriba: Agustín Ruiz de Almodóvar, Luc Schokkelé, Xaverio, Angelina Torné, Andrés Monteagudo, Marita Caro, Miguel Ángel Contreras. Abajo: José Palacios, Francisco Plata, Joan Nicolau, Gregorio Morales, Susanna Majorck.

## Historia
Morales publicó los objetivos de esta corriente en su obra El cadáver de Balzac (1998), en la frase "misterio más diferencia". El manifiesto se firmó en 1999. Posteriormente surgió el Grupo de Estética Cuántica, compuesto por novelistas, poetas, pintores, cineastas, modelos, fotógrafos y otros.
Morales aplicó sus ideas no sólo a novelas como Nómadas del tiempo (2005), sino a libros de poemas como Canto cuántico (2003), donde se introduce en el mundo de la física subatómica y del psiquismo humano. En la obra teatral Marilyn no es Monroe, estrenada por la Compañía de Teatro Leído del Salón el 21 de febrero de 2011 en el teatro Caja Granada, Morales trazó lo que denomina una "biografía cuántica" de la actriz Marilyn Monroe.
Forman igualmente parte del movimiento el pintor Xaverio, los poetas Francisco Plata y Miguel Ángel Contreras, el director de cine Julio Medem y el músico estadounidense Lawrence Axerold.

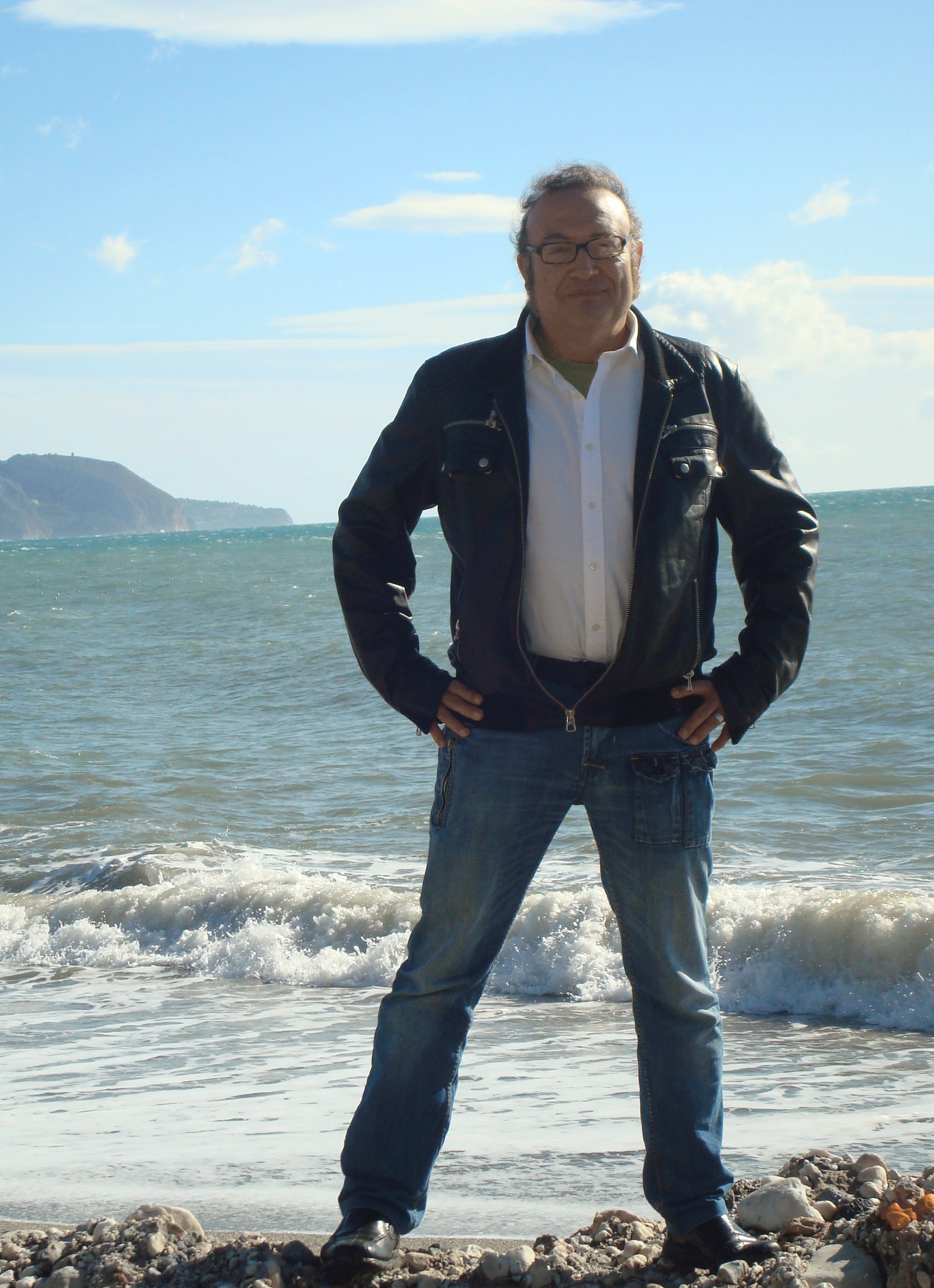
Gregorio Morales (2013)